# Elefantfodkaktus-slægten
Elefantfodkaktus-slægten (Lophophora) er en planteslægt. Herunder ses dens arter:
| Arter |

- Elefantfodkaktus (Lophophora williamsii)

Elefantfodskaktus er den primære kilde til det hallucinogene stof, Meskalin. Meskalin har samme virkning som LSD & Psilocybinsvampe (Spids Nøgenhat/Nøgen Spidshat) - Styrken varierer alt efter hvor den vokser - Jordens sammensætning & mængden af direkte sollys har også betydning for hvor stærkt et stof planten udvikler. Hallucinogener kan indtages hvorved man oplever et såkaldt "trip", hvor sanserne er skærpede & virkelighedsopfattelsen, tidsfornemmelse & logisk sans forsvinder eller bliver stærkt forvrængede.